# Douwe Bob
Douwe Bob Posthuma est un chanteur néerlandais de country et de folk né le 12 décembre 1992 à Amsterdam. Il a gagné le concours De beste singer-songwriter van Nederland en 2012. 
Il est le représentant des Pays-Bas au Concours Eurovision de la chanson 2016 qui se déroule à Stockholm avec sa chanson Slow Down. Il participe à la demi-finale, le 10 mai où il est qualifié pour la finale du 14 mai et termine le concours à la 11e position avec 153 points.

## Discographie

### Albums
| Titre           | Détails                                                                                    | Meilleur classement |
| Titre           | Détails                                                                                    | NL                  |
| --------------- | ------------------------------------------------------------------------------------------ | ------------------- |
| Born In a Storm | - Sortie : 3 mai 2013 - Label : Rodeomedia.nl - Format : Téléchargement légal, CD          | 7                   |
| Pass It On      | - Sortie : 15 mai 2015 - Label : Universal Music Group - Format : Téléchargement légal, CD | 1                   |
| Fool Bar        | - Sortie : 6 mai 2016 - Label : Universal Music Group - Format : Téléchargement légal, CD  | -                   |

### Singles
| Année | Titre                  | Meilleur classement | Album           |
| Année | Titre                  | NL                  | Album           |
| ----- | ---------------------- | ------------------- | --------------- |
| 2012  | Multicoloured Angels   | 4                   | Born In a Storm |
| 2013  | Stone Into the River   | 78                  | Born In a Storm |
| 2014  | You Don't Have to Stay | —                   | Born In a Storm |
| 2015  | Hold Me (avec Anouk)   | 2                   | Pass It On      |
| 2016  | Slow Down              | 2                   | The Fool Bar    |